# Asplenium afzelii
Asplenium afzelii är en svartbräkenväxtart som beskrevs av Rosendahl. Asplenium afzelii ingår i släktet Asplenium och familjen Aspleniaceae. Inga underarter finns listade.